# Frans Deckers
Joannes Franciscus Deckers (Antwerpen, 20 maart 1835 – aldaar, 18 oktober 1916) was een Belgische beeldhouwer. Zijn sculpturen waren in de eclectische stijl vervaardigd in marmer, steen of brons.

## Biografie

### Familie

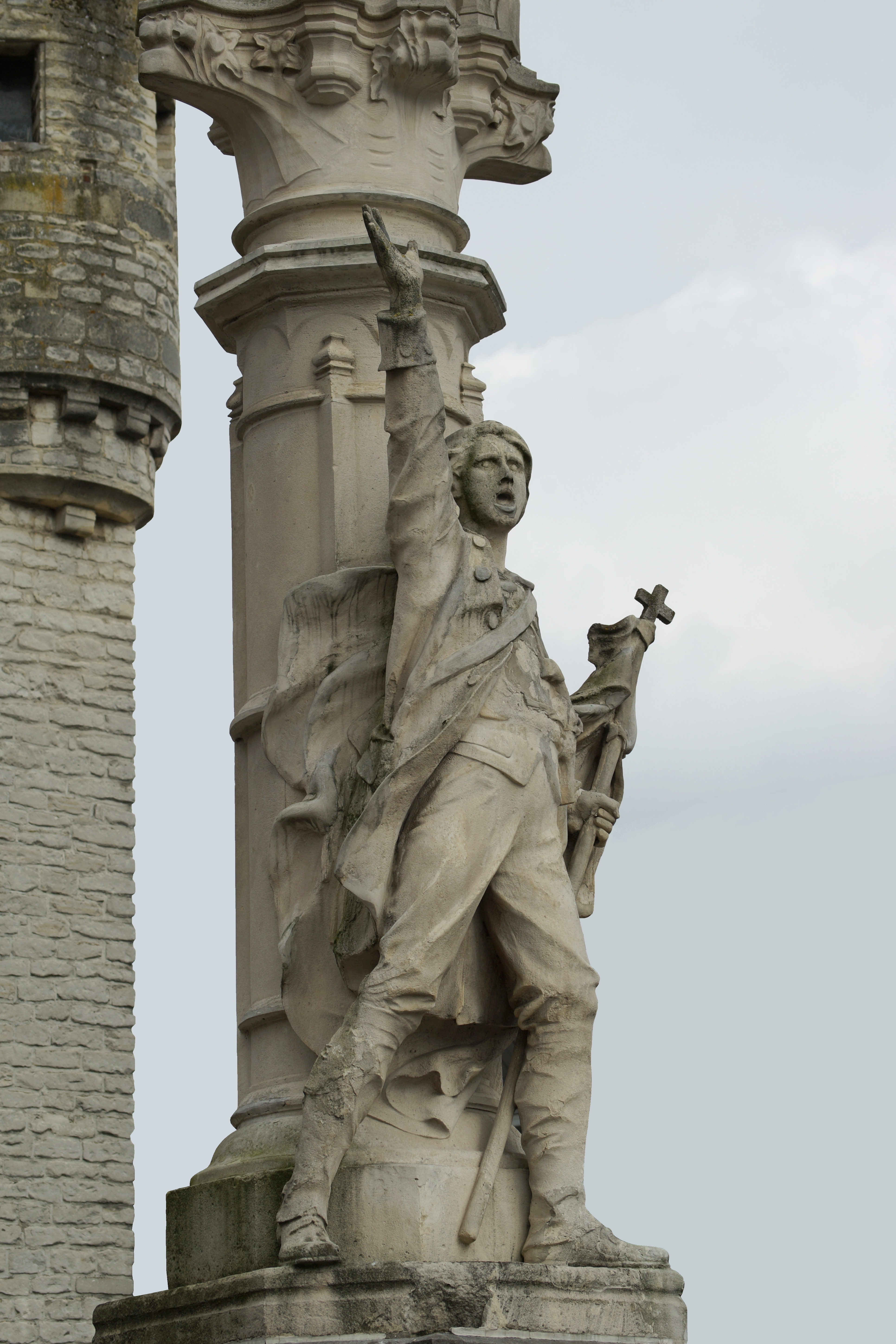
Herentals (Grote Markt). Standbeeld ter ere van de "Boerenkrijger" (detail) anno 1898. (bewerkt fotomateriaal)

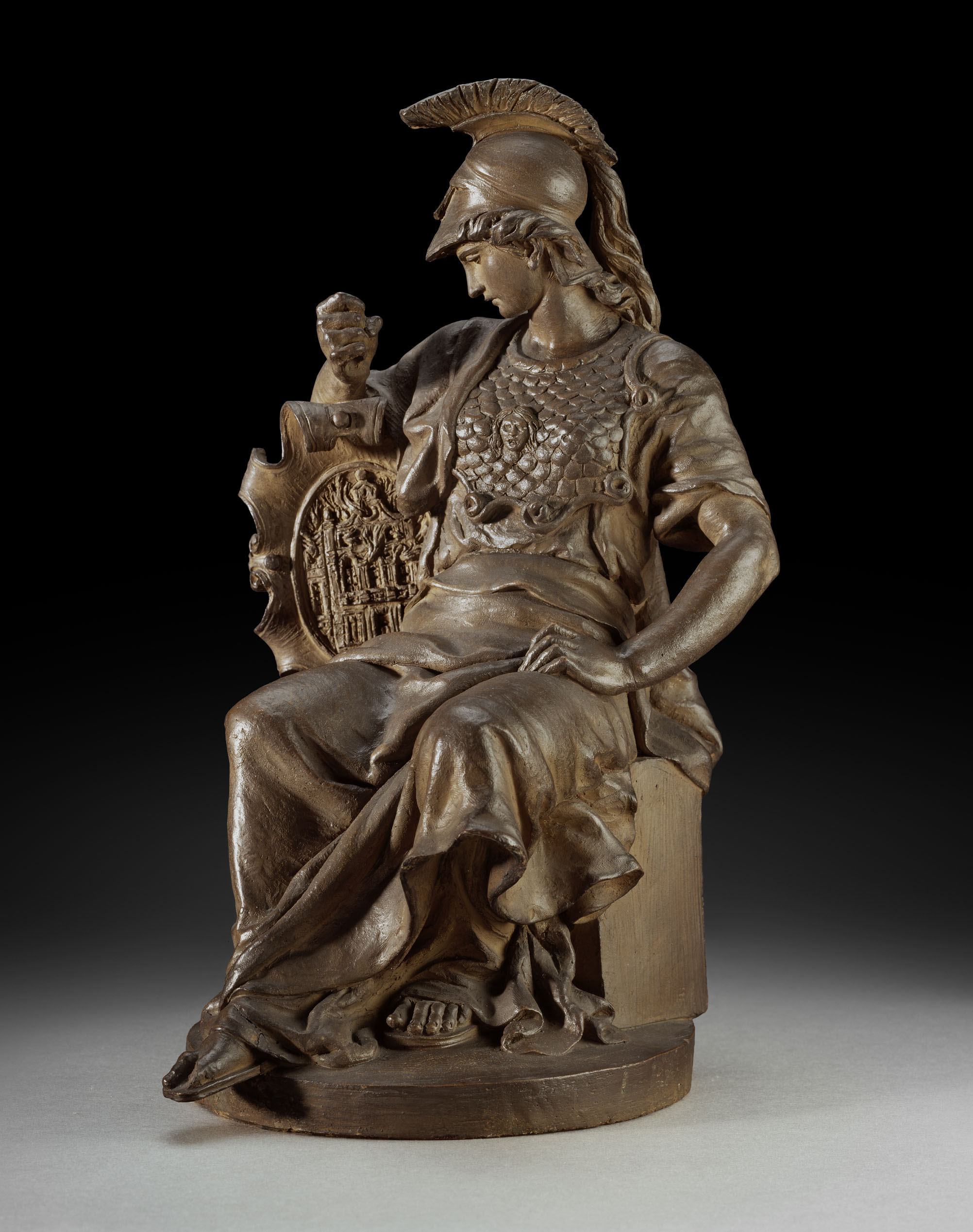
Gehelmde Minerva in het KMSKA

Beeldhouwer Frans Deckers was geboren uit de gemeenschap van Jean François Deckers (geboren Merksem, circa 1800, beroep: bakker) met Maria Catharina Stumpers (geboren Eindhoven, circa 1804).
Frans trad op donderdag, 23 februari 1865, (op 30-jarige leeftijd) in het huwelijk met Maria Theresia Venesoen (Antwerpen, 28 augustus 1839 – aldaar, 8-4-1918), die hem zes kinderen schonk:
- Joannes Baptista Julianus (geboren Antwerpen, 6 juli 1865). Hij werd decoratieschilder.;
- Edmundus Albertus Franciscus Ferdinandus (Rome, 2 september 1868 – Saida, 21 maart 1896) Hij was handelaar in wijnen;
- Joanna Maria (geboren Antwerpen, 3 april 1870);
- Maria Catharina Ludovica (Antwerpen, 10 maar 1872 – Berchem, 15 januari 1951);
- Eduardus Alphonsus Franciscus (Antwerpen, 24 december 1873 – aldaar, 29 december 1956), ook 'Edward Deckers'. Deze zoon werd -naar het voorbeeld van zijn vader- eveneens beeldhouwer.
- Adolphus Jacobus Maria (Antwerpen, 1 januari 1876 – aldaar, 31-5-1935).

In 1879 woonde Frans Deckers in de Hemelstraat 6/31 te Antwerpen.

### Activiteiten
Frans Deckers studeerde aan de Koninklijke Academie voor Schone Kunsten van Antwerpen en ontving er les van Jozef Geefs. Hij vervaardigde voornamelijk idyllische sculpturen met een romantische ondertoon en was te Antwerpen zeer gewaardeerd.
In 1864 won hij de Eerste Prijs van Rome. Vanaf 1885 tot 1916 was hij zelf professor aan de Antwerpse Academie. Hij gaf onder meer onderricht aan beeldend kunstenaar Egidius Ludovicus Everaerts.
Deckers overleed in de herfst van 1916 op 81-jarige leeftijd. Hij werd in een familiegraf ter aarde besteld, op de Sint-Fredegandusbegraafplaats te Deurne (perk R-KP-18).

## Oeuvre

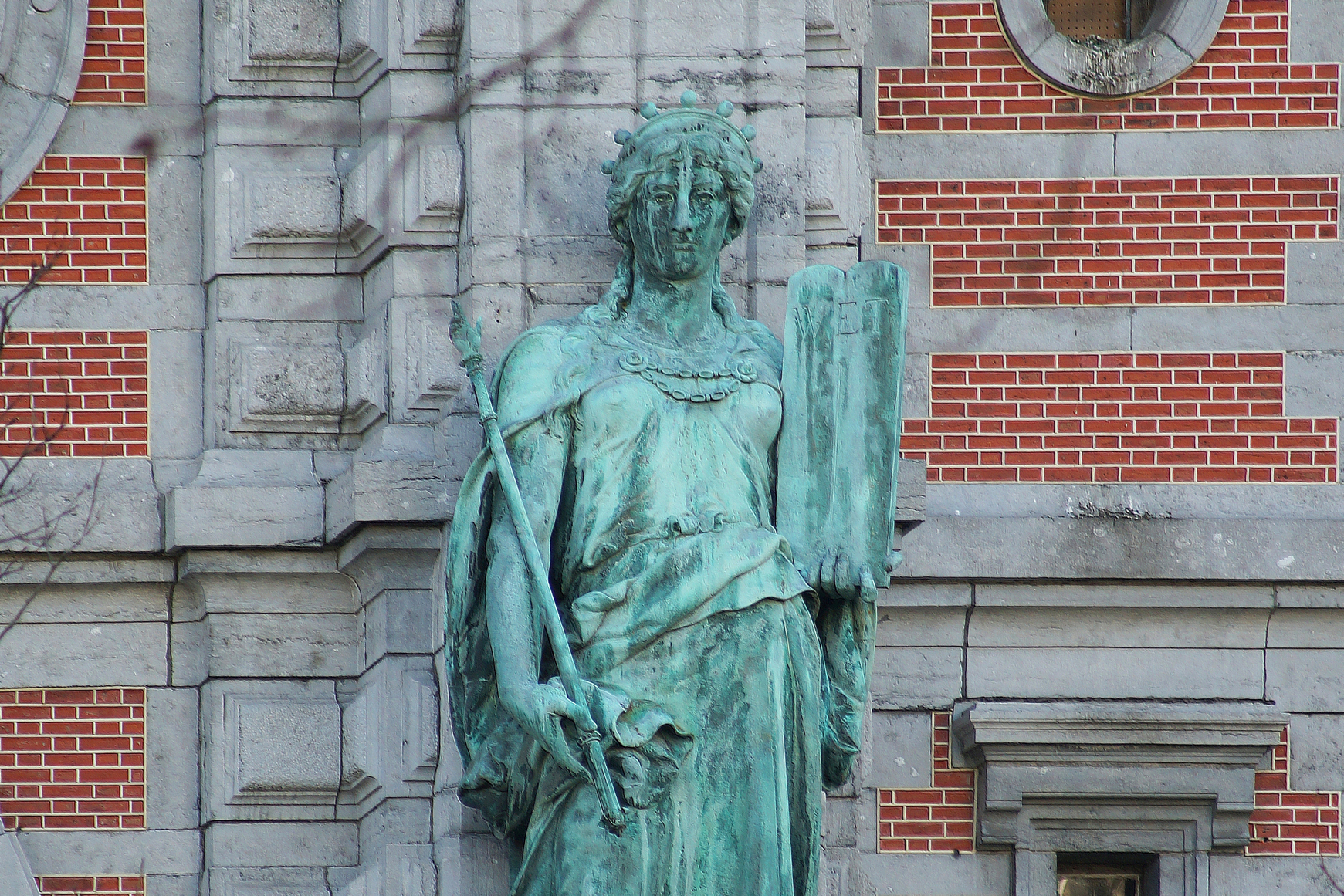
Antwerpen, Oud Justitiepaleis - Beeld "De Wet" anno 1886

- Antwerpen, Britselei 55. Boven de toegang tot het oude Justitiepaleis: twee liggende vrouwenfiguren in Savonièresteen met opschrift: "Voorzichtig en krachtvol heerschen Recht en Wet ";
- Sint-Lenaarts, Sint-Leonarduskerk: beeld van Sint-Jozef en het kind Jezus;
- Antwerpen, Koninklijk Museum voor Schone Kunsten :
  - Bacchus en zijn min
  - Slecht gezind
  - De gelukzalige Laber
  - Cupido
  - Venus en Amor
  - Avond
  - Droefheid
  - Moeder en kind
  - Kind bij de wijngaard
  - Moeder en twee kinderen
  - Zittende vrouw.
  - Tegen de zijgevel van het museum (uiterst rechts) (in de Schildersstraat). Beeld: "Moderne Vlaamse Kunst".
- Na 1865: Laken. Onderdeel van het monument ter ere van Koning Leopold I. Sculptuur vanwege de provincie Antwerpen, voorstellende: "De handel en scheepvaart".
- 1880. Antwerpen, Lange Nieuwstraat. Sint-Jacobskerk. Venerabele kapel. Heilig Hart-beeld in wit marmer;
- 1881. Steenbrugge. Abdijkerk. Beeld van Sint-Benedictus en beeld van Sint-Scholastika;
- 1886. Antwerpen, Britselei 55. Oud Justitiepaleis, links en rechts van de hoofdingang: bronzen beelden "De Voorzichtigheid" en "De Wet";
- 1890. Antwerpen, Lange Nieuwstraat. Sint-Jacobskerk. Venerabele kapel. Beeld van Sint-Antonius van Padua;
- 1897. Antwerpen, Meir 79. Huis: "Het Wapen van Spanje". Op de snede van de erker (2-de verdieping): Beeld: "Madonna met kind";
- 1898. Herentals, Grote Markt. Standbeeld ter ere van de boerenkrijger. Ontwerp van Ernest Dieltiens, uitvoering door Frans Deckers;
- 1898. Meerhout, Pastoor Van Haechtplein. Standbeeld ter ere van de boerenkrijger, in samenwerking met bouwmeester J. Cockerols.

- RKD-Nederlands Instituut voor Kunstgeschiedenis: 21303